# Michael Zegen
Michael Jonathan Zegen (Ridgewood (New Jersey), 20 februari 1979) is een Amerikaans acteur.

## Biografie
Zegen werd geboren in Ridgewood (New Jersey) in een gezin van drie kinderen, en werd Joods opgevoed. Zijn moeder werd in een vluchtelingenkamp geboren in Oostenrijk, en zijn grootouders waren holocaust overlevers uit Oekraïne en Polen. Zegen doorliep de high school aan de Ridgewood High School in zijn geboorteplaats, en kwam op deze school in aanraking met het acteren. In 2001 studeerde hij af aan de Skidmore College in Saratoga Springs (New York).
Zegen begon in 2002 met acteren in de televisieserie Late Show with David Letterman, waarna hij nog meerdere rollen speelde in televisieseries en films. Hij is onder andere bekend van Rescue Me (2004-2011), Boardwalk Empire (2011-2014) en The Marvelous Mrs. Maisel (2017-2019). Voor zijn rol in The Marvelous Mrs. Maisel won hij in 2019 en 2020 samen met de cast een Screen Actors Guild Award in de categorie Beste Optreden door een Cast in een Televisieserie.

## Filmografie

### Films
Uitgezonderd korte films.
- 2024 Notice to Quit - als Andy Singer
- 2020 The Stand In - als Steve
- 2018 The Seagull - als Medvedenko
- 2018 Tyrel - als Eli
- 2017 Becks - als Pete
- 2012 Ex-Girlfriends - als de blogger
- 2012 Frances Ha - als Benji
- 2009 The Box - als Garcin
- 2009 Taking Woodstock - als jongeman
- 2009 Adventureland - als Eric
- 2008 Assassination of a High School President - als Steven Loman
- 2007 The Girl Next Door - als Eddie
- 2005 Bittersweet Place - als Todd

### Televisieseries
Uitgezonderd eenmalige gastrollen.
- 2024 The Penguin - als Alberto Falcone - 3 afl.
- 2017-2023 The Marvelous Mrs. Maisel - als Joel Maisel - 43 afl.
- 2015 Happyish - als Atomic Goldfarb - 3 afl.
- 2011-2014 Boardwalk Empire - als Benny Siegel - 11 afl.
- 2014 Girls - als Joe - 3 afl.
- 2012 The Walking Dead - als Randall Culver - 4 afl.
- 2011 How to Make It in America - als Andy Sussman - 4 afl.
- 2004-2014 Rescue Me - als Damien Keefe - 42 afl.

- Gemeinsame Normdatei: 1171723733
- International Standard Name Identifier: 0000 0005 0014 5223
- Library of Congress Control Number: no2019032446
- MusicBrainz: fcffd0ec-23bd-44b5-8fe3-7575e3b3bf04
- Virtual International Authority File: 1955154329452826970001